# Gryfice (gemeente)
De gemeente Gryfice (gmina Gryfice) is een stad- en landgemeente in Polen. Aangrenzende gemeenten zijn:
- Brojce, Karnice, Płoty en Trzebiatów (powiat Gryficki)
- Golczewo en Świerzno (powiat Kamieński)

Zetel van de gemeente is in de stad Gryfice.
De gemeente beslaat 25,7% van de totale oppervlakte van de powiat.

## Demografie
Stand op 30 juni 2004:
| Omschrijving                   | Totaal | Totaal | Vrouwen | Vrouwen | Mannen | Mannen |
| ------------------------------ | ------ | ------ | ------- | ------- | ------ | ------ |
| eenheid                        | aantal | %      | aantal  | %       | aantal | %      |
| inwoners                       | 23 645 | 100    | 12 200  | 51,6    | 11 445 | 48,4   |
| bevolkingsdichtheid (inw./km²) | 90,4   | 90,4   | 46,6    | 46,6    | 43,7   | 43,7   |

De gemeente heeft 38,8% van het aantal inwoners van de powiat. In 2002 bedroeg het gemiddelde inkomen per inwoner 1291,99 zł.

## Plaatsen
- Gryfice (Duits Greifenberg, stad sinds 1262)

Administratieve plaatsen (sołectwo) van de gemeente Gryfice zijn:
- Barkowo, Baszewice, Borzęcin, Dobrzyn, Dziadowo, Górzyca, Grądy, Jasiel, Kukań, Lubieszewo, Łopianów, Niedźwiedziska, Ościęcin, Otok, Prusinowo, Przybiernówko, Rotnowo, Rybokarty, Rzęskowo, Sikory, Skalin, Smolęcin, Stawno, Świeszewo, Trzygłów, Waniorowo, Wilczkowo, Witno, Zaleszczyce en Zielin.

Zonder de status sołectwo : Borzyszewo, Brodniki, Grębocin, Grochów, Jabłonowo, Kołomąć, Krakowice, Lubin, Lubków, Mierzyn, Niekładz, Podłęcze, Popiele, Raduń, Rzęsin, Skowrony, Sokołów, Wołczyno, Zacisze, Zagórcze.